# Copa Interclubes Kagame 2015
La Copa Interclubes Kagame 2015 fue la 40.ª edición del torneo de fútbol a nivel de clubes más importante de África Oriental organizado por la CECAFA y que contó con la participación de 13 equipos campeones de sus respectivas federaciones.
El Azam FC de Tanzania venció al Gor Mahia FC de Kenia en la final jugada en Dodoma, Tanzania para ser campeón del torneo por primera vez.

## Fase de grupos

### Grupo A
| Club             | G | E | P | GF | GC | Pts |
| ---------------- | - | - | - | -- | -- | --- |
| Gor Mahia        | 3 | 1 | 0 | 9  | 4  | 10  |
| Yanga            | 3 | 0 | 1 | 7  | 2  | 9   |
| Al-Khartoum      | 2 | 1 | 1 | 8  | 3  | 7   |
| KMKM             | 1 | 0 | 3 | 3  | 7  | 3   |
| Djibouti Télécom | 0 | 0 | 4 | 1  | 12 | 0   |

| 18 de julio de 2015 | Yanga          | 1–2     | Gor Mahia                | National Stadium, Dodoma            |                                     |
|                     | Glay 4' (a.g.) | Reporte | Shakava 16' · Olunga 46' | Árbitro(s): Ssali Mashood ( Uganda) | Árbitro(s): Ssali Mashood ( Uganda) |

| 18 de julio de 2015 | KMKM            | 1–0 | Djibouti Télécom | Amaan Stadium, Dar es Salaam      |                                   |
|                     | Mbwana Faki 11' |     |                  | Árbitro(s): Issa Kagabo ( Ruanda) | Árbitro(s): Issa Kagabo ( Ruanda) |

| 20 de julio de 2015 | Djibouti Télécom | 0–5     | Al-Khartoum                                                                | National Stadium, Dodoma            |                                     |
|                     |                  | Reporte | Salah Osman 22' · Salah Osman 36' · Ousamalia 66' · Wagdi 81' · Murwan 87' | Árbitro(s): Ssali Mashood ( Uganda) | Árbitro(s): Ssali Mashood ( Uganda) |

| 20 de julio de 2015 | Gor Mahia                  | 3–1     | KMKM       | National Stadium, Dodoma          |                                   |
|                     | Kagere 2' · Olunga 68' 80' | Reporte | Saimon 10' | Árbitro(s): Issa Kagabo ( Ruanda) | Árbitro(s): Issa Kagabo ( Ruanda) |

| 22 de julio de 2015 | Al-Khartoum                 | 2–1     | KMKM       | National Stadium, Dodoma               |                                        |
|                     | Salah Osman 33' · Akumu 79' | Reporte | Saimon 50' | Árbitro(s): Louis Hakizimana ( Ruanda) | Árbitro(s): Louis Hakizimana ( Ruanda) |

| 22 de julio de 2015 | Djibouti Télécom | 0–3     | Yanga                           | National Stadium, Dodoma          |                                   |
|                     |                  | Reporte | Mwashiuya 21' 70' · Busungu 81' | Árbitro(s): Issa Kagabo ( Ruanda) | Árbitro(s): Issa Kagabo ( Ruanda) |

| 24 de julio de 2015 | Al-Khartoum | 1–1     | Gor Mahia   | National Stadium, Dodoma               |                                        |
|                     | Baba 5'     | Reporte | Ochieng 41' | Árbitro(s): Louis Hakizimana ( Ruanda) | Árbitro(s): Louis Hakizimana ( Ruanda) |

| 24 de julio de 2015 | KMKM | 0–2     | Yanga                   | National Stadium, Dodoma                    |                                             |
|                     |      | Reporte | Busungu 56' · Tambwe ?' | Árbitro(s): Souleiman Ahmed Djama ( Yibuti) | Árbitro(s): Souleiman Ahmed Djama ( Yibuti) |

| 26 de julio de 2015 | Gor Mahia                               | 3–1     | Djibouti Télécom | National Stadium, Dodoma                            |                                                     |
|                     | Odhiambo 12' · Olunga 30' · Agwanda 82' | Reporte | Said 76'         | Árbitro(s): Ring Nyer Akech Malong ( Sudán del Sur) | Árbitro(s): Ring Nyer Akech Malong ( Sudán del Sur) |

| 26 de julio de 2015 | Yanga         | 1–0     | Al-Khartoum | National Stadium, Dodoma               |                                        |
|                     | Niyonzima 30' | Reporte |             | Árbitro(s): Louis Hakizimana ( Ruanda) | Árbitro(s): Louis Hakizimana ( Ruanda) |

### Grupo B
| Club           | G | E | P | GF | GC | Pts |
| -------------- | - | - | - | -- | -- | --- |
| A.P.R.         | 3 | 0 | 0 | 5  | 1  | 9   |
| Al-Ahly Shendi | 1 | 1 | 1 | 5  | 5  | 4   |
| LLB Académic   | 0 | 2 | 1 | 3  | 4  | 2   |
| Heegan         | 0 | 1 | 2 | 2  | 5  | 1   |

| 18 de julio de 2015 | A.P.R.       | 1–0     | Al-Ahly Shendi | National Stadium, Dodoma                    |                                             |
|                     | Bizimana 64' | Reporte |                | Árbitro(s): Souleiman Ahmed Djama ( Yibuti) | Árbitro(s): Souleiman Ahmed Djama ( Yibuti) |

| 19 de julio de 2015 | LLB Académic | 0–0 | Heegan | Amaan Stadium, Dar es Salaam                        |                                                     |
|                     |              | [http://www.kawowo.com/index.php/stats/2015-cecafa-kagame-cup-fixtures/view_match/3217.html (enlace roto disponible en Internet Archive; véase el historial, la primera versión y la última). Reporte] |        | Árbitro(s): Ring Nyer Akech Malong ( Sudán del Sur) | Árbitro(s): Ring Nyer Akech Malong ( Sudán del Sur) |

| 21 de julio de 2015 | Al-Ahly Shendi              | 2–2     | LLB Académic | National Stadium, Dodoma                            |                                                     |
|                     | Marghani 11' · Marghani 70' | Reporte |              | Árbitro(s): Ring Nyer Akech Malong ( Sudán del Sur) | Árbitro(s): Ring Nyer Akech Malong ( Sudán del Sur) |

| 21 de julio de 2015 | Heegan | 0–2     | A.P.R.                           | Amaan Stadium, Dar es Salaam                |                                             |
|                     |        | Reporte | Ndahinduka 57' · Nkinzingabo 68' | Árbitro(s): Souleiman Ahmed Djama ( Yibuti) | Árbitro(s): Souleiman Ahmed Djama ( Yibuti) |

| 23 de julio de 2015 | Heegan                      | 2–3     | Al-Ahly Shendi           | National Stadium, Dodoma            |                                     |
|                     | Haji 19' · Alkhidir Ali 75' | Reporte | Abakar 1' 5' · Ahmed 29' | Árbitro(s): Ssali Mashood ( Uganda) | Árbitro(s): Ssali Mashood ( Uganda) |

| 23 de julio de 2015 | A.P.R.                        | 2–1 | LLB Académic | National Stadium, Dodoma              |                                       |
|                     | Siwomana 59' · Bigirimana 89' | [http://www.kawowo.com/index.php/stats/2015-cecafa-kagame-cup-fixtures/view_match/3227.html (enlace roto disponible en Internet Archive; véase el historial, la primera versión y la última). Reporte] | Nahimana 53' | Árbitro(s): Martin Saanya ( Tanzania) | Árbitro(s): Martin Saanya ( Tanzania) |

### Grupo C
| Club       | G | E | P | GF | GC | Pts |
| ---------- | - | - | - | -- | -- | --- |
| Azam       | 3 | 0 | 0 | 8  | 0  | 9   |
| KCCA FC    | 2 | 0 | 1 | 2  | 1  | 6   |
| Al-Malakia | 1 | 0 | 2 | 2  | 4  | 3   |
| Adama City | 0 | 0 | 3 | 1  | 8  | 0   |

| 19 de julio de 2015 | Adama City    | 1–2     | Al-Malakia                 | National Stadium, Dodoma               |                                        |
|                     | Elemayehu 30' | Reporte | Opera 36' · Ssekamatte 76' | Árbitro(s): Louis Hakizimana ( Ruanda) | Árbitro(s): Louis Hakizimana ( Ruanda) |

| 19 de julio de 2015 | Azam      | 1–0     | KCCA FC | National Stadium, Dodoma          |                                   |
|                     | Bocco 13' | Reporte |         | Árbitro(s): Davis Omweno ( Kenia) | Árbitro(s): Davis Omweno ( Kenia) |

| 21 de julio de 2015 | Al-Malakia | 0–2     | Azam                      | National Stadium, Dodoma          |                                   |
|                     |            | Reporte | Bocco 25' · Tche Tche 51' | Árbitro(s): Davis Omweno ( Kenia) | Árbitro(s): Davis Omweno ( Kenia) |

| 22 de julio de 2015 | KCCA FC    | 1–0     | Adama City | Amaan Stadium, Dar es Salaam         |                                      |
|                     | Masiko 69' | Reporte |            | Árbitro(s): Martin Sanya ( Tanzania) | Árbitro(s): Martin Sanya ( Tanzania) |

| 25 de julio de 2015 | KCCA FC        | 1–0     | Al-Malakia | National Stadium, Dodoma                    |                                             |
|                     | Sserunkuma 57' | Reporte |            | Árbitro(s): Souleiman Ahmed Djama ( Yibuti) | Árbitro(s): Souleiman Ahmed Djama ( Yibuti) |

| 25 de julio de 2015 | Adama City | 0–5 | Azam                                                  | National Stadium, Dodoma |  |
|                     |            | [http://www.kawowo.com/index.php/stats/2015-cecafa-kagame-cup-fixtures/view_match/3231.html (enlace roto disponible en Internet Archive; véase el historial, la primera versión y la última). Reporte] | Tche Tche 7' 31' · Mussa 31' · Yahya 49' · Morris 73' |                          |  |

## Fase Final

### Cuartos de final
| 28 de julio de 2015 | A.P.R. | 0–4     | Al-Khartoum                                   | National Stadium, Dodoma            |                                     |
|                     |        | Reporte | Khalid 10' · Ibrahim 21' 39' · Salaheldin 71' | Árbitro(s): Ssali Mashood ( Uganda) | Árbitro(s): Ssali Mashood ( Uganda) |

| 28 de julio de 2015 | Gor Mahia        | 2–1     | Al-Malakia | National Stadium, Dodoma              |                                       |
|                     | Walusimbi 2' 68' | Reporte | Jacob 87'  | Árbitro(s): Martin Saanya ( Tanzania) | Árbitro(s): Martin Saanya ( Tanzania) |

| 29 de julio de 2015 | KCCA FC                               | 3–0     | Al-Ahly Shendi | National Stadium, Dodoma                    |                                             |
|                     | Ochaya 16' · Mutyaba 76' · Masiko 77' | Reporte |                | Árbitro(s): Souleiman Ahmed Djama ( Yibuti) | Árbitro(s): Souleiman Ahmed Djama ( Yibuti) |

| 29 de julio de 2015 | Azam                                    | 0-0 (5–3 p.)               | Yanga                                      | National Stadium, Dodoma          |                                   |
|                     |                                         | Reporte                    |                                            | Árbitro(s): Davis Omweno ( Kenia) | Árbitro(s): Davis Omweno ( Kenia) |
|                     |                                         | Tiros desde el punto penal |                                            |                                   |                                   |
|                     | Tche Tche · Bocco · Mao · Wawa · Morris |                            | Salum Telela · Haroub · Mwashuya · Mwyinyi |                                   |                                   |

### Semifinales
| 31 de julio de 2015 | Al-Khartoum | 1–3     | Gor Mahia                                   | National Stadium, Dodoma          |                                   |
|                     | Elmani 5'   | Reporte | Olunga 24' (pen.) · Wafula 26' · Kagere 54' | Árbitro(s): Issa Kagabo ( Ruanda) | Árbitro(s): Issa Kagabo ( Ruanda) |

| 31 de julio de 2015 | KCCA FC | 0–1     | Azam     | National Stadium, Dodoma                    |                                             |
|                     |         | Reporte | Musa 76' | Árbitro(s): Souleiman Ahmed Djama ( Yibuti) | Árbitro(s): Souleiman Ahmed Djama ( Yibuti) |

### Tercer Lugar
| 2 de agosto de 2015 | Al Khartoum SC | 1–2     | KCCA FC                 | National Stadium, Dodoma              |                                       |
|                     | Baba 24'       | Reporte | Birungi 7' · Mutyaba 9' | Árbitro(s): Martin Saanya ( Tanzania) | Árbitro(s): Martin Saanya ( Tanzania) |

### Final
| 2 de agosto de 2015 | Azam                      | 2–0     | Gor Mahia | National Stadium, Dodoma               |                                        |
|                     | Bocco 17' · Tche Tche 64' | Reporte |           | Árbitro(s): Louis Hakizimana ( Ruanda) | Árbitro(s): Louis Hakizimana ( Ruanda) |

## Campeón
| Copa Interclubes Kagame 2015 |
| ---------------------------- |
| Azam 1º Título               |

## Goleadores
| Pos.                  | Nombre                 | Equipo           | Goles |
| --------------------- | ---------------------- | ---------------- | ----- |
| 1                     | Michael Olunga         | Gor Mahia        | 5     |
| 2                     | Osman Bilal Salaheldin | Al-Khartoum      | 4     |
| 2                     | Kipre Herman Tche Tche | Azam F.C.        | 4     |
| 4                     | Malimi Busungu         | Yanga F.C.       | 3     |
| 4                     | Amin Ibrahim           | Al-Khartoum      | 3     |
| 4                     | Ousamalia Baba         | Al-Khartoum      | 3     |
| 4                     | John Bocco             | Azam F.C.        | 3     |
| 8                     | Meddie Kagere          | Gor Mahia        | 2     |
| 8                     | Farid Mussa            | Azam F.C.        | 2     |
| 8                     | Aziz Abdoul Nahimana   | LLB Académic     | 2     |
| 8                     | Mateo Saimon           | KMKM             | 2     |
| 8                     | Godfrey Walusimbi      | Gor Mahia        | 2     |
| 8                     | Muzamir Mutyaba        | K.C.C. Authority | 2     |
| 8                     | Tom Masiko             | K.C.C. Authority | 2     |
| 8                     | Eid Abakar             | Al-Ahly Shendi   | 2     |
| 8                     | Mohamed Awad Marghani  | Al-Ahly Shendi   | 2     |
| 17                    | Isaac Sserunkuma       | K.C.C. Authority | 1     |
| 17                    | Samuel Ssekamatte      | Al-Malakia       | 1     |
| 17                    | Atif Khalid            | Al-Khartoum      | 1     |
| 17                    | Gael Duhayindavyi      | LLB Académic     | 1     |
| 17                    | Anthony Akumu          | Al-Khartoum      | 1     |
| 17                    | Takele Elemayehu       | Adama City       | 1     |
| 17                    | Elsadig Ahmed          | Al-Ahly Shendi   | 1     |
| 17                    | Mudathir Yahya         | Azam F.C.        | 1     |
| 17                    | Sadam Opera            | Al-Malakia       | 1     |
| 17                    | Michel Ndahinduka      | A.P.R.           | 1     |
| 17                    | Mohamed Mahad Haji     | Heegan           | 1     |
| 17                    | Aggrey Morris          | Azam F.C.        | 1     |
| 17                    | Donald Ngoma           | Yanga F.C.       | 1     |
| 17                    | Joseph Ochaya          | K.C.C. Authority | 1     |
| 17                    | Fiston Nkinzingabo     | A.P.R.           | 1     |
| Fuente: Kawowo Sports |                        |                  |       |